# Штейн, Сергей Львович
Сергей Львович Штейн (2 [14] октября 1911, Ровно — 18 апреля 1977, Москва) — советский театральный режиссёр и педагог. Руководитель театральной студии «Красный галстук» Орловского дома пионеров (1927—1929), режиссёр Воронежского молодёжного театра (1934), актёр и режиссёр-ассистент Московского ТЮЗа (1934—1940), актёр и режиссёр Московского театра имени Ленинского комсомола (1940—1975), создатель и руководитель детской театральной студии во Дворце культуры Завода им. Сталина (1937—1977).

## Биография
Родился 2 октября [14 октября] 1911 года в г. Ровно Волынской губернии Российской империи в семье потомственного дворянина.
Отец — Лев Львович фон Штейн (31 октября 1873 года — ?) был подполковником, командиром батареи и преподавал в Михайловской артиллерийской академии в Царском Селе под Петербургом. Во время Первой мировой войны был ранен, после ранения направлен в артиллерийский горный дивизион. После революции 1917 года был оставлен в должности командира своей части. По непроверенным данным умер от сыпного тифа в Сибири. Дата смерти неизвестна. Мать — Зинаида Иосифовна (в девичестве Крушинская; 1880 — ?) работала учителем в гимназии г. Ровно до 1906 года. Серьёзно занималась пением. С 1906 по 1918 годы не работала, воспитывала детей. С 1918 по 1931 годы трудилась в детских домах г. Орла в качестве воспитательницы и заведующей детским домом, затем по состоянию здоровья перешла на работу в лабораторию Орловской областной больницы. В 1940 году вышла на пенсию. Старшая сестра — Нина, умерла в 1923 году (причина смерти неизвестна).

### Ранние годы
В 1914 году С. Л. Штейн вместе с матерью и сестрой Ниной переехал в Петроград, где прожил до 1918 года.
В марте 1918 года переехал в г. Орёл, на родину матери и бабушки.
С 1918 по 1927 год С. Л. Штейн воспитывался в Орловской школе-коммуне, где работала его мать. Подрабатывал курьером (разносил по домам актёров тетрадки с ролями), помогал реквизитору в Орловском драматическом театре при В. А. Словохотском-Крамолове (1867—1926), известном антрепренёре, который после революции одним из первых начал ставить пьесы советских авторов. Первый спектакль, который увидел Штейн в Орловском драмтеатре был «Ревизор» Н. В. Гоголя.
Сам Штейн таким образом отзывался о городе своего детства и юности:
«Мне за мою большую жизнь довелось бесконечное количество раз подъезжать к Орлу, отъезжать от Орла и проезжать Орёл, и всякий раз я испытываю неизъяснимое волнение, меня охватывает какой-то трепет. <…> Все это, вероятно, оттого, что какие-то особые чувства и мысли вызывает во мне само понятие „город Орёл“. Я не хочу быть сентиментальным, я сдерживаю себя, чтобы не наговорить этому городу, его улицам, переулкам, мостам, перекресткам и площадям тысячи нежных слов.
Ну что же вы хотите от мальчишки, у которого с этим городом связано все: детство, юность, школьные годы, первое чувство, первые свидания и, наконец, первая проба пера в самом любимом деле — театральном искусстве, которому отдана вся жизнь целиком и полностью. <…>

Я благодарен моему городу за то, что он подарил мне на всю жизнь это чувство — чувство страсти к своему делу. А как оно заражает других людей, как незаметно для самих себя они погружаются в дело, которое становится их второй жизнью, вторым дыханием!».

### Первые театральные работы
В 1930 году С. Л. Штейн окончил среднюю школу.
С 1927 года по 1932 год работал в Орловском городском Доме пионеров в качестве руководителя самодеятельного театрального коллектива, который в 1929 году был реорганизован в Орловский театр юного зрителя.
«Орловский дом пионеров был по соседству с очень знаменательными зданиями — старинным домом с садом, описанным Тургеневым в его романе „Дворянское гнездо“, и не менее старинным домом, в котором родился писатель Лесков. Короче говоря, это был поистине поэтический уголок на крутом берегу реки Орлик с изумительным видом на поля, луга, дали».
В 1931 году Штейн был приглашен в Москву для участия в 1-й Всесоюзной конференции детский театров в Москве. Это не первый приезд будущего мастера в столицу. Ранее, в 1929 году, Штейн с товарищами по труппе Орловского ТЮЗа уже приезжали в Москву как победители области на всесоюзные театральные соревнования.
«Мы привозим в Москву инсценированный отчет Центральночернозёмной области по сельскому хозяйству. На столичных площадках выступают наши тройки с бубенцами, с ямщиками — сцена меняется мгновенно: вот вам, пожалуйста, река, по реке плывет лодка — это ребята проводят свой летний отдых и помогают работать. Между веселыми песнями и частушками, забавными сценами вырастают трудовые достижения колхозов Центральночернозёмной области <…>.
Мы выступали на самых крпных площадках Москвы — вплоть до Большого театра СССР. Наш учётный лист был испещрен блестящими отзывами, и в графе „оценка“ стояло „5“». 
После заседания 1-й Всесоюзной конференции детских театров в Москве, как вспоминает сам Штейн, его подозвал к себе А. В. Луначарский и задал несколько вопросов, касающихся театра. Штейн в свою очередь напомнил уже бывшему Народному комиссару просвещения РСФСР (Луначарского сняли в 1929 году) о его поездке в Орел в 1924 году и о его посещении местного Дома пионеров. Закончилось все тем, вспоминает Штейн, что Луначарский посоветовал ему посмотреть «Чудака» А. Н. Афиногенова во 2-м МХАТе, «Бронепоезд 14-69» по пьесе Вс. Иванова в 1-м МХАТе, «Разлом» по пьесе Б. А. Лаврёнева в Театре им. Евгения Вахтангова, «Лес» по пьесе А. Н. Островского в Театре им. Мейерхольда, «Адриенну Лекуврёр» по пьесе Э. Скриба в Камерном театре.
После Московской конференции Штейн в 1931 году побывал на практике в Ленинградском театре юного зрителя.
С 1933 по 1934 годы служил срочную службу в Орловском артиллерийском полку.
В 1934 году, как отмечает Штейн в автобиографии, «был назначен в качестве режиссёра и актёра в Воронежский областной театр», но уже осенью был приглашен в Московский театр юного зрителя (МТЮЗ) в качестве актёра и режиссёра-ассистента: сказалась известность Штейна после блистательных выступлений труппы Орловского ТЮЗа на всесоюзных театральных соревнованиях в 1929 году.

### Становление в профессии
В 1935 году поступил в Государственный институт театрального искусства им. Луначарского (ГИТИС) в мастерскую И. Н. Берсенева, ярко одаренного актёра и режиссёра.
Штейн таким образом отзывается об этом направлении работы мастера:
«А его режиссерские работы! Не могу не упомянуть о тогдашних работах Ивана Николаевича хотя бы потому, что обязан объяснить, кем он был для нас, молодых, еще только мечтавших о режиссуре. Он инсценировал и поставил вместе с С. Г. Бирман «Униженных и оскорбленных» Достоевского — трагический спектакль о человеческой судьбе. Вместе с Бирман он поставил и веселую комедию современного писателя И. Кочерги «Часовщик и курица». Он поставил «Мольбу о жизни» Деваля и играл в этой пьесе Пьера Массубо, ставил вместе с А. Чебаном «Чудака» А. Афиногенова, и для нас было ясно, что это человек широких театральных интересов, огромного творческого диапазона». 
В 1940 году Штейн был принят на работу в качестве режиссера-дипломника в МТЮЗ, а после перешёл в Московский драматический театр им. Н. Э. Баумана (1938-1941), с которым, однако, у Штейна не возникло чувства единства: «Бауманский театр мне давал все, но я не мог брать и ничем не пользовался, так как не любил» ..
В августе 1941 года И. Н. Берсенев приглашает Штейна на работу в Театр Ленинского комсомола (Ленком), в котором режиссёр сразу почувствовал себя своим: «Сейчас много работаю и упиваюсь. В таком театре — это наслаждение. Кажется, теперь уже психовать не буду — причалил, наконец-таки, и успокоился… Счастлив так, что дальше некуда»..
С Ленкомом у С. Л. Штейна связана вся жизнь — в нём он служил почти 36 лет.
В октябре 1941 году, во время Великой Отечественной войны, Штейн вместе с театральной труппой Ленкома вынужденно эвакуируется в Узбекистан. За два года эвакуации (с октября 1941 по апрель 1943) театр поставил 10 премьер, среди которых были спектакли, посвященные борьбе советского народа с фашистскими захватчиками — «Фронт» А. Е. Корнейчука, «Поединок» братьев Тур и Л. Р. Шейнина, «Так и будет» К. М. Симонова; свободолюбивый и жизнеутверждающий «Сирано де Бержерак» Э. Ростана; героический «Парень из нашего города» К. М. Симонова и др.
С. Л. Штейн отличался потрясающей работоспособностью. Многие театры СССР и Москвы приглашали его работать, среди них Московский ТЮЗ, Республиканское музыкально-театральное училище им. А. К. Глазунова, Московский драматический театр им. Н. В. Гоголя, Одесский театр музыкальной комедии, Воронежский музыкальный театр и другие.

### Театральная студия во Дворце культуры ЗИЛ
Несмотря на богатую творческую деятельность, С. Л. Штейн не забывал и о воспитании актёров и режиссёров. Отдельной главой в жизни этого талантливого человека был Народный драматический театр ДК ЗИЛа, который он создал, который вел за собой в течение 40 лет и за период руководства которым было поставлено около 50 спектаклей. Штейн создал уникальную школу воспитания актёра с юных лет. Через мастерскую Народного драматического театра ДК ЗИЛ прошли тысячи детей, которые благодаря педагогическому дару С. Л. Штейна выбрали свой жизненный путь. Многие воспитанники режиссёра стали известными театральными деятелями (Ю. В. Катин-Ярцев, В. К. Васильева, И. В. Таланкин, В. С. Лановой, В. М. Землянкин, А. В. Локтев, В. Б. Носик, О. В. Щетинин и др.).
Умер в 1977 году. Похоронен на Ваганьковском кладбище (12 уч.).

## Театральные работы
Театр имени Ленинского комсомола
- 1947 — «Губернатор провинции» по пьесе братьев Тур и Л. Р. Шейнина. под руководством И. Н. Берсенева
- 1947 — «За тех, кто в море» Б. А. Лавренева
- 1948 — «Жаркое лето» Ф. Т. Кравченко
- 1949 — «Женитьба» Н. В. Гоголя
- 1950 — «Дети „Авроры“» по пьесе И. В. Чекина
- 1951 — «Париж, улица Сталинграда» Д. А. Уманского
- 1952 — «Сыновья Москвы» Н. В. Рожкова
- 1952 — «Полковник Фостер признает себя виновным» по пьесе Роже Вайяна
- 1954 — «Друзья-сочинители» Н. А. Венкстерн
- 1955 — «Колесо счастья» по братьям Тур
- 1956 — «Утраченные иллюзии» Н. А. Венкстерн по мотивам одноимённого романа О. де Бельзака
- 1956 — «Они встретились в поезде» А. С. Городецкого
- 1957 — «Когда цветет акация» Н. Г. Винникова
- 1958 — «Товарищи романтики» по пьесе М. А. Соболя
- 1959 — «С завязанными глазами» по Иштвану Фейеру
- 1960 — «Опасный возраст» по пьесе С. Д. Нариньяни
- 1961 — «Чемодан с наклейками» по пьесе Д. Б. Угрюмова
- 1962 — «Вам 22, старики!» по Э. С. Радзинскому
- 1964 — «До свидания, мальчики!» по повести Б. И. Балтера при участии драматурга В. Н Токарева
- 1964 — «Буря в стакане» по пьесе И. М. Дворецкого
- 1967 — «Суджанские мадонны» по Ю. М. Нагибину и Ц. С. Солодарю
- 1967 — «Страх и отчаяние в третьей империи» Б. Брехта
- 1970 — «Золотой ключик» А. Н. Толстого
- 1971 — «Вечером, после работы» по В. К. Константинову и Б. М. Рацеру
- 1973 — «Лисички» по пьесе Лилиан Хеллман
- 1975 — «Иванов» по драме А. П. Чехова.

Московский театр оперетты
- 1957 — «Поцелуй Чаниты» (композитор Г. С. Милютин, либретто — Е. Е. Шатуновский)
- 1959 — «Простая девушка» по пьесе В. В. Шкваркина (композитор К. С. Хачатурян, либретто — С. А. Ценин)
- 1965 — «Моя прекрасная леди» по мотивам комедии Б. Шоу «Пигмалион» (композитор Ф. Лоу)